# Kingston Rudieska
Kingston Rudieska е 9-членна ска група от Южна Корея, формирана през 2004 г.
Нейната музика е вдъхновена от първата вълна от ямайската ска, а също така и от други карибски стилове като реге и калипсо музика. Най-много са повлияни от Skatalites и често изпълняват техни кавъри. Много от членовете са джаз музиканти и техният звук е вдъхновен от ска джаза, по време на концерти много от членовете изпълняват сола.
С високо енергичния си стил Kingston Rudieska печелят популярност в цяла Корея, обикаляйки страната те свирят на повечето големи музикални фестивали включително и на Jisan Valley Rock Festival, Pentaport Rock Festival и Busan Rock Festival. Появяват се и на филипинския ска фестивал през 2012. Те откриват концертите на Chris Murray, The Slackers, Tokyo Ska Paradise Orchestra, и Dr. Ring-Ding.
Те работят заедно с известни корейски музиканти като Bobby Kim, YB и Sim Soo-bong. Те се появяват по много корейски телевизионни предавания и стават добре познати в цялата страна.

## Основаването
Тромпетиста Choi събира заедно Kingston Rudieska след като отговаря на публикация в интернет, търсеща музиканти за ямайско звучаща група. Много от оригиналните членове са свирили преди в пънк групи, включително и Choi, който е бил главен китарист на пънк групата Seagull (갈매기) и вокала Suk-yul, който е бил басист в Half Brothers (배다른형제) и Beef Jarky. Оригиналния състав включвал и Kim Insoo от Crying Nut на клавири. Първият им концерт е в легендарния пънк клуб Skunk Hell.

## Seoul Riddim Superclub
Шестима от групата се обединяват с членове от Purijah, Rude Paper и Jah Mai Band, за да формират Seoul Riddim Superclub – корейска реге супергрупа. Групата се формира след като трима от членовете на Kingston Rudieska отиват в Япония да видят Jimmy Cliff. По време на престоя им, те се присъединяват към японската ска група The Eskargot Miles за участието им в шоуто „Asia United“. След това те са окуражавани да сформират група.

## Критичен отзвук
Kingston Rudieska са широко приети като водеща ска група в Корея. Те са прочути с напълно корейските си текстове, които допринасят за уникалното корейско звучене.

## Международно сътрудничество
Името им се появява за първи път в чужбина в компилацията United Colors of Ska издадена от немския лейбъл Pork Pie. Песента им привлича вниманието на немския реге/dancehall певец Dr. Ring-Ding, който посещава Корея през август 2013 за концерта на групата си Dr. Ring Ding Ska-Vaganza и записва EP с Kingston Rudieska.

## Дискография

### Албуми
- [2007] Skafiction (Rudie System)
- [2010] Ska Bless You (Rudie System)
- [2012] 3rd Kind (Rudie System)

### Сингли и EP-та
- [2006] Kingston Rudieska (EP) (Rudie System)
- [2009] Ska Fidelity (EP) (Rudie System)
- [2011] Because of You (너 때문이야) (Rudie System)
- [2013] You Made Me Angry (니말이화나) (Rudie System)
- [2014] Ska 'n Seoul (with Dr. Ring-Ding) (Rudie System)

### Компилации
- [2007] United Colors of Ska 4.0 (Oscar Wilde) (Pork Pie Ska)
- [2010] The Shouts of Reds
- [2012] Sanullim Reborn (Don't Go/가지마오)

## Референция
1. ↑  Dunbar, Jon. Reggae inna Korea //   Korea.net, 25 ноември 2011.  Архивиран от оригинала. Посетен на 26 февруари 2014.
2. ↑  Hongdae’s indie band part I: Kingston Rudieska //   Wordpress. Посетен на 24 март 2014.
3. ↑  King of the Rude //   Broke in Korea, 1 април 2014.  Архивиран от оригинала. Посетен на 9 април 2014.
4. ↑  Top Korean Band To Headline Philippine Ska Festival //   Manila Bulletin, 22 ноември 2012. Посетен на 26 февруари 2014.
5. ↑  KINGSTON RUDIESKA hosted by ONE DROP EAST //   Busan Haps, 6 май 2011. Посетен на 24 март 2014.
6. ↑  Korea + Germany = Jamaica? //   Korea Gig Guide, 12 март 2014.  Архивиран от оригинала. Посетен на 24 март 2014.
7. ↑  Dunbar, Jon. Kingston Rudieska //   Discogs. Посетен на 26 февруари 2014.
8. ↑  McGovern, Rob. The K-ska kings: Kingston Rudieska //   Groove Magazine, 12 август 2011.  Архивиран от оригинала. Посетен на 26 февруари 2014.
9. ↑  Twitch, Jon. The Foundations of Korean Ska //   Broke in Korea, Fall 2005.  Архивиран от оригинала. Посетен на 26 февруари 2014.
10. ↑  Kim, Tehiun. Interview with Seoul Riddim Superclub (ENG ver.) //   Purijah Monthly, September 2013.  Архивиран от оригинала. Посетен на 26 февруари 2014.
11. ↑  MU:CON Seoul 2013 //   KOCCA. Посетен на 26 февруари 2014.[неработеща препратка]
12. ↑  Berry, Michael. Music: Kingston Rudieska and Babylove & The Van Dangos //   10 Magazine, 3 декември 2012.  Архивиран от оригинала на 2014-02-26. Посетен на 26 февруари 2014.
13. ↑  The Spirit of Ska //  United Colors Of Ska 4.0.   Pork Pie Ska. Посетен на 26 февруари 2014.
14. ↑  Dennison, Britney. Are you ready to rock? //   Groove Magazine, 11 юли 2013.  Архивиран от оригинала. Посетен на 26 февруари 2014.